# Tölgyfa-rőzsecincér
A tölgyfa-rőzsecincér (Exocentrus adspersus) a cincérfélék családjába tartozó, Európában honos, lombos fákon élő bogárfaj. 

## Megjelenése
A tölgyfa-rőzsecincér testhossza 5-8 mm. Az előtor oldalain egy-egy kis tüske látható, szárnyfedőinek oldalvonalai kb. kétharmadukig párhuzamosak. Színe világosabb vagy sötétebb barna, a szárnyfedők középvonala mögött zegzugos sötét harántsáv húzódik. A szárnyfedőket 3-4 sorban elhelyezkedő fehéres szőrfoltocskák díszíti, ezek között nagyobb, sörtés pontok sorakoznak. A harmadik csápíz alul-felül egyaránt hosszú, elálló, sörteszerű szőrökkel. 

## Elterjedése és életmódja
Európában honos, az Ibériai-félszigettől Dél-Oroszországig, illetve a Kaukázusig. A Brit-szigetekről hiányzik. Magyarországon országszerte megtalálható, előfordul az alföldi erdőkben is, de a hegy- és dombvidékeken gyakoribb. 
Lárvája különböző lombos fák (elsősorban tölgy, de nyír, éger, bükk, gyertyán is) 1-7 cm vastag ágaiban fejlődik. Főleg a napfénynek kitett fák száraz ágaiban él, eleinte a kéreg alatt rág, majd a szijáccsal táplálkozik. Életciklusa két évig tart, majd a második áttelelés után tavasszal a fába rágott szabálytalan bábkamrában bebábozódik. A kamra kijárata nagyjából ovális. Az imágó májustól augusztusig június-júliusban (június közepétől július közepéig a leggyakoribb) rajzik. Alkonyatkor és éjjel aktív, a mesterséges fény vonzza. Napközben többnyire az ágak alsó felén rejtőzik.  
Magyarországon nem védett.